# Château de Merle (Cantal)
Pour les articles homonymes, voir château de Merle.
Le château de Merle ou château de Chaule est un château situé en France sur la commune de Saint-Constant-Fournoulès, en région Auvergne-Rhône-Alpes.

## Localisation
Le château de Merle est situé sur une hauteur dominant un vallon, dans le hameau de Chaule, sur la commune de Saint-Constant-Fournoulès, anciennement Saint-Constant.

## Historique
- Si vous ne connaissez pas le sujet, laissez ce bandeau (vous pouvez alors contacter les auteurs).
- Si vous supprimez le contenu mis en cause (vous pouvez préalablement contacter les auteurs),

argumentez précisément cette suppression dans la page de discussion
(un manque de référence n'est pas un argument ; une recherche réelle de référence doit avoir été effectuée, être formellement documentée).
Le château de Chaule, mentionné dès le XIVe siècle, fut un fief de la famille de Merle, puis passa aux Breuil au XVe siècle. En 1617, lors de troubles locaux, il fut brièvement occupé par les seigneurs de Merle et repris sur ordre de M. de Noailles. Démoli partiellement en 1614, il appartint ensuite à diverses familles nobles (Lauzeral de Breuil, Guirard de Montarnal, de Selves). Une chapelle existait dans le fort,[source insuffisante].

### Protection
Le château est inscrit au titre des monuments historiques par arrêté du 13 mars 1964.

## Description
Ruines situées sur une hauteur dominant un vallon, composées de trois tours, de pans de courtines, d’un donjon carré (dont subsistent deux murs et une tourelle d’escalier), et d’une tour ronde avec un escalier à vis détruit. L’intérieur conserve une salle voûtée en berceau. Une plateforme au nord-ouest marque l’emplacement probable de la basse-cour.